# Vin de table
Vin de table ist die französische Bezeichnung für Tafelwein. Die französischen Vins de Table machen etwa ein Drittel der Rebfläche sowie die Hälfte der französischen Weinproduktion aus. Die größten Produzenten dieser Qualitätskategorie finden sich in den Départements Hérault (74.800 Hektar, Stand 2007), Aude (53.800 Hektar), Gard (41.200 Hektar), Gers (14.900 Hektar) und Vaucluse (12.700 Hektar). Drei der bedeutendsten weinproduzierenden Départements liegen damit in der Region Languedoc-Roussillon. Dort werden häufig  Weine der Rebsorten Carignan und Cinsault verwendet. Zwischen 1997 und 2007 nahm die dem Tafelwein gewidmete Rebfläche um 63.100 Hektar ab und liegt nun bei 271.100 Hektar.
Die Weine unterliegen keiner speziellen Klassifizierung. Um ein Minimum an Qualität zu garantieren, sind bestimmte Rebsorten, ein Mindestalkoholgehalt und ein Mindestsäuregehalt vorgeschrieben. Auf dem Etikett müssen die Bezeichnung Vin de Table und der Alkoholgehalt verzeichnet sein. Der Vin de table kann ein Verschnitt mehrerer Rebsorten oder auch mehrerer Grundweine sein. Die Grundweine müssen nicht unbedingt aus Frankreich kommen, sondern dürfen aus jedem Land der Europäischen Gemeinschaft kommen. Auf dem Weinetikett darf somit vermerkt sein:
- Vin de table français: in diesem Fall stammen die verwendeten Beeren/ Weine aus Frankreich
- Mélange de vins de différents pays de la Communauté européenne: die verwendeten Beeren/ Weine stammen aus Ländern der Europäischen Gemeinschaft.

Der gesetzliche Begriff des Vin de table stammt aus den frühen 1970er Jahren und hat seinen Ursprung in der Weingesetzgebung der Europäischen Gemeinschaft. Seit einer Neuregelung 2009 ersetzt die Bezeichnung Vin de France diese Weinkategorie und es gelten neue Vorschriften.
In guten Restaurants werden häufig beachtliche Weine als Vins de table angeboten.